# Liolaemus hermannunezi
Liolaemus hermannunezi — вид ігуаноподібних ящірок родини Liolaemidae. Мешкає в Чилі. Вид названий на честь чилійського зоолога Хермана Нуньєса.

## Поширення і екологія
Liolaemus hermannunezi відомі з типової місцевості, розташованої в регіоні Біобіо, на дорозі до перевалу Пічачен, а також, за деякими свідченнями, спостерігалися в аргентинській провінції Неукен. Вони живуть в гірському низькотравному степу Патагонії, зустрічаються на висоті від 1428 до 1521 м над рівнем моря.